# NGC 696
NGC 696 ist eine linsenförmige Galaxie vom Hubble-Typ SB0/a im Sternbild Fornax am Südsternhimmel. Sie ist schätzungsweise 358 Millionen Lichtjahre von der Milchstraße entfernt und hat einen Durchmesser von etwa 180.000 Lichtjahren. Wahrscheinlich bildet sie mit NGC 698 ein gravitativ gebundenes Galaxienpaar.

Im selben Himmelsareal befindet sich u. a. die Galaxie IC 1739.
Das Objekt wurde am 29. November 1837 von dem britischen Astronomen John Herschel entdeckt.